# Guerre servile
On désigne par l'expression guerre servile, ou révolte servile, les révoltes d'esclaves (servus en latin) survenues à l'époque de la République romaine. De nombreuses révoltes d'esclaves ont jalonné l'histoire de la République romaine. Les trois plus importantes d'entre elles sont connues sous le nom de Première, de Deuxième et de Troisième guerre servile. Elles se déroulèrent dans les zones d'agriculture intensive où l'exploitation des latifundia employait un grand nombre d'esclaves, durement traités, en Sicile et en Campanie. Par extension, le terme « guerre servile » s'applique actuellement à toute révolte d'esclaves.

## Caractéristiques
Les trois guerres serviles ont en commun de se dérouler alors que la République romaine s'achemine vers sa fin. La constitution de grands domaines agricoles a favorisé l'extension des révoltes, dont la menace s'est réduite au cours du Ier siècle av. J.-C. lorsque les réformes agraires ont multiplié les domaines de moyenne importance et que les mesures répressives ont gagné en efficacité.
Elles ont aussi pour caractéristiques communes d'être dirigées par des chefs d'un charisme certain, lié à leur relation avec le monde divin, d'avoir à leur service des hommes que leurs origines variées ont dotés des capacités à fonder et administrer un véritable État.
Enfin, dans tous les cas, elles ont été favorisées par l'attitude des hommes libres, incapables de concevoir que des esclaves puissent se comporter autrement qu'en esclaves.
Les guerres serviles proprement dites se sont déroulées durant une période relativement courte de l'histoire romaine : environ soixante-dix ans, entre le commencement de la première guerre servile et la fin de la troisième guerre servile, davantage si l'on fait commencer les grandes révoltes avec celle de 198 et si on les fait s'achever avec l'écrasement des restes de l'armée de Spartacus en 62. 

## Historique

### Les premières révoltes
La République romaine a connu des révoltes serviles dès ses débuts et durant les trois siècles qui suivent. Les renseignements donnés par les sources antiques sont succincts et ne permettent pas d'en faire une analyse très précise. Ces révoltes ont toutefois généralement en commun de survenir lors de périodes de troubles intérieurs ou extérieurs. À chaque fois des dénonciateurs contribuent à les faire échouer.
En 501 av. J.-C., les esclaves de Rome se révoltent et projettent d'occuper le Capitole. La révolte est rapidement matée, mais dès l'année suivante, les plébéiens s'unissent aux esclaves contre l'aristocratie. Là encore, la révolte échoue,.
En 460 av. J.-C., une troupe de deux mille cinq cents exilés et esclaves occupent le Capitole et la citadelle. Ils sont dirigés par un Sabin, Appius Herdonius. Cette révolte survient alors que l'opposition entre les plébéiens et les patriciens est à son apogée, sans que la relation entre les deux événements soit très claire. Elle est matée par le consul Publius Valerius Publicola, avec l'aide des habitants de Tusculum. Publius Valerius Publicola meurt lors de l'assaut,.
En 419 av. J.-C., les esclaves projettent de prendre de nouveau le Capitole. Lors de la première guerre punique, trois mille esclaves et quatre mille alliés se révoltent. Après la bataille de Trasimène une nouvelle conjuration échoue à Rome,.

### Une menace grandissante pour Rome
À partir de la deuxième guerre punique, d'importantes masses d'esclaves, anciens hommes libres originaires pour la plupart de Grèce et d'Asie mineure, affluent à Rome et en Italie. Alors qu'il existait des liens personnels entre maîtres et esclaves dans le cadre de la familia traditionnelle, ce n'est désormais souvent plus le cas. Même si la relation maître-esclave est juridiquement une relation privée, le maître n'exerce dans de nombreux cas plus de contrôle direct sur ses esclaves. Le caractère privé de cette relation explique aussi que Rome ne dispose pas de structures chargées de la surveillance et de la répression des esclaves. Ces esclaves sont considérés avant tout comme une main-d'œuvre bon marché : concentrés dans de vastes domaines agricoles en Italie et en Sicile, ils sont mal nourris et mal vêtus, enchaînés dans des ergastules, et habituellement marqués au fer. Les seuls à conserver une certaine liberté de mouvement, sans que leur sort soit pour autant meilleur, sont les bergers et bouviers ; ils ont ainsi l'occasion de se regrouper en bandes et de se livrer au brigandage. Pour ces raisons, certaines révoltes vont avoir une ampleur qu'elles n'avaient pas connue auparavant.
En 198 av. J.-C., quelques années après la fin de la Deuxième guerre punique, une révolte éclate à Sétia, dans le Latium. Des notables carthaginois emprisonnés avec leurs esclaves et des prisonniers de guerre, après avoir pris contact avec des esclaves des localités proches de Norba et Cerceii, s'emparent de Sétia. Ce n'est que grâce à la trahison de deux esclaves, qui préviennent Rome, qu'une troupe de deux mille hommes, réunis à l'improviste par le préteur urbain Lucius Cornelius Lentulus, reprend Sétia, avant que la révolte ne s'étende. Une rumeur court peu après selon laquelle une autre révolte se prépare à Préneste : Lucius Cornelius Lentulus y fait mettre à mort cinq cents esclaves. En conséquence des événements de Sétia et Préneste, Rome prend la décision de maintenir dorénavant les prisonniers de guerre enchaînés,.
Une révolte, sur laquelle on a peu de renseignements, se produit moins de deux ans après à Volsinies, en Étrurie. Si cette révolte ne fait pas à proprement parler partie de l'histoire romaine, elle donne toutefois l'occasion aux Romains d'assister pour la première fois à une prise de pouvoir par des esclaves.
En 185 c'est en Apulie qu'éclate une révolte des bergers esclaves, lesquels se livrent à des actes de brigandage que Rome met plus de deux ans à réprimer. Il est probable que cette révolte soit à mettre en relation avec le scandale des Bacchanales, les bacchants chassés de Rome auraient alors rejoints les bergers d'Apulie, chez qui le culte de Dionysos était sans doute répandu. Les événements d'Apulie préfigurent ceux qui ont lieu en Sicile lors de la Première et de la deuxième guerre servile : Rome met plusieurs années à rétablir l'ordre, les préteurs chargés de la répression montrent peu de zèle dans l'action, enfin on voit apparaître un lien entre esclavage et culte de Dionysos. En Apulie toutefois, contrairement aux deux guerres siciliennes, les révoltés ne remettent pas clairement en cause l'esclavage lui-même et le caractère national, ou régional, de la révolte, moins affirmé, ne conduit pas à la formation d'un État.

### La première guerre servile
Débutant en 140 av. J.-C. ou 139 et prenant fin en 132, la première guerre servile est une révolte d'esclaves dirigée par Eunus, d'origine syrienne, dans la région d'Enna en Sicile. Les esclaves fondent un royaume sur une partie de la Sicile, appelé royaume « des Syriens » et administré sur le modèle des royaumes hellénistiques.
Le royaume fondé par Eunus a probablement influencé l'aventure d'Aristonicos. En 132, ce dernier se proclame roi de Pergame sous le nom d'Eumène III après avoir mené une insurrection contre Rome, en s'appuyant sur les classes populaires et en particulier les esclaves. Aux côtés d'Aristonicos se trouvait le stoïcien Blossius (en) de Cumes, ancien professeur de Tiberius Gracchus. La révolte d'Aristonicos, mal documentée, n'entre toutefois sans doute pas dans le cadre strict des révoltes serviles. Rome met fin au royaume d'Aristonicos en 129 av. J.-C.
D'autres révoltes d'esclaves ont lieu en Italie à la fin du IIe siècle av. J.-C. : trente esclaves se révoltent à Nucérie, deux cents à Capoue. En Campanie, c'est un jeune homme issu d'une riche famille de chevaliers, Titus Vettius, qui prend la tête d'une révolte servile. Amoureux d'une esclave qu'il avait rachetée en s'endettant, incapable de rembourser ses dettes, il se proclame roi et arme plusieurs centaines d'esclaves qui s'en prennent à ses créanciers. Jusqu'à trois mille cinq cents esclaves de la région se rassemblent alors et défont dans un premier temps le préteur envoyé par Rome, Lucius Lucullus. C'est une trahison qui permet au préteur de prendre le camp des esclaves. Vettius se suicide, les esclaves sont mis à mort,.

### La deuxième guerre servile
La deuxième guerre servile, entre 104 et 100 av. J.-C., est une révolte d'esclaves et de bergers dirigée par Salvius-Tryphon et Athénion en Sicile, écrasée en Sicile par le consul Manius Aquilius Nepos. Elle a donné lieu à la fondation d'un royaume sur le modèle hellénistique.
Après cette deuxième guerre ayant pour cadre la Sicile, interdiction est faite aux esclaves de porter des armes. On sait d'après Cicéron, dans ses Verrines, que Verres a été chargé en tant que gouverneur de Sicile de la répression de plusieurs foyers d'insurrection. L'un d'eux en particulier se situe à Triocala, la capitale du royaume de Salvius. Ces menaces persistantes de soulèvement servile en Sicile se produisent notamment au moment où Spartacus projette de traverser le détroit de Messine. Aucune révolte de l'ampleur des deux premières guerres serviles n'eut toutefois lieu en Sicile après l'écrasement de la seconde.

### La troisième guerre servile
La troisième guerre servile (73-71  av. J.-C.) est la révolte du Thrace Spartacus et du Gaulois Crixos à partir de Capoue en Campanie. Cette guerre fut la dernière que dut livrer Rome contre ses esclaves, mais la plus sérieuse, car elle toucha une Italie manquant de troupes, et vit plusieurs défaites d'unités romaines. À la suite de cette guerre la condition des esclaves ruraux s'améliore légèrement.

### Les dernières révoltes
Dans la région de l'Etna, à la fin du Ier siècle av. J.-C., une armée d'esclaves se livre au brigandage, avec à sa tête un dénommé Sélurus, le « Fils de l'Etna ». Ce dernier termine sa vie à Rome, livré aux fauves dans l'arène, sans doute en 35 av. J.-C.. En 24 apr. J.-C., sous Tibère, une conjuration d'esclaves, menée par un ancien soldat, est étouffée dans la région des pâturages de Brindes. En 64, des esclaves tentent de fuir l'école de gladiateurs de Préneste, en invoquant le souvenir de Spartacus,.

## Sources anciennes
1. ↑  Denys d'Halicarnasse, Les Antiquités romaines, V, 51-57.
2. ↑  Tite-Live, Histoire de Rome, III, 15.
3. ↑  Tite-Live, Histoire de Rome, IV, 45.
4. ↑  Orose, Contre les païens, IV, 7, 12.
5. ↑  Tite-Live, Histoire de Rome, XXII, 33.
6. ↑  Tite-Live, Histoire de Rome, XXXII, 26.
7. ↑  Tite-Live, Histoire de Rome, XXXIII, 36.
8. ↑  Tite-Live, Histoire de Rome, XXXIX, 29 et 41.
9. ↑  Diodore de Sicile, XXXVI, 2, 4-6 et 2a.
10. ↑  Strabon, VI, 2, 6.
11. ↑  Tacite, Annales, IV, 27.
12. ↑  Tacite, Annales, XV, 46.